# Ва (народ, М'янма)

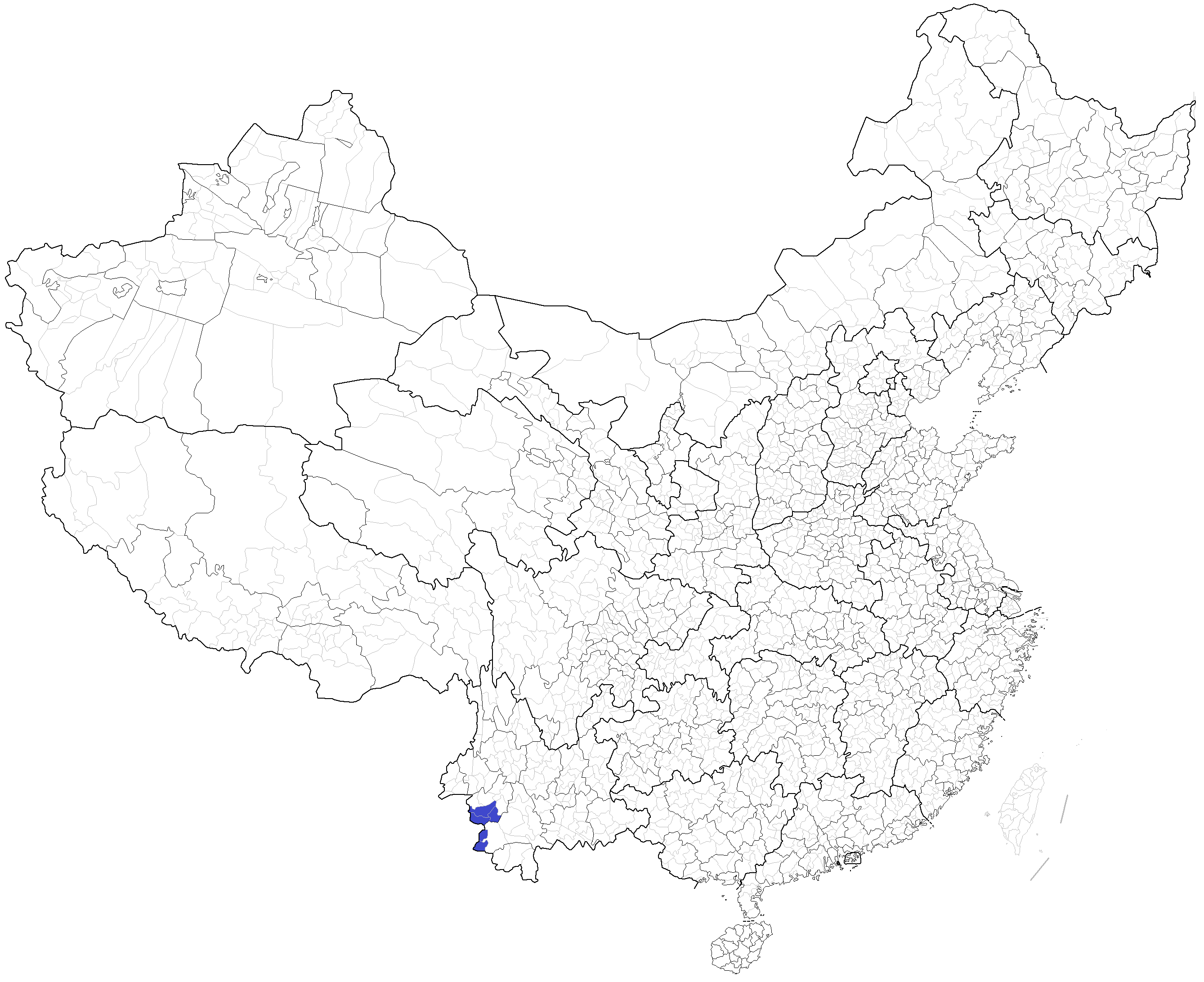
Визначені урядом КНР автономії ва

Ва (кит. 佤族, пін. wǎzú; бірм. ဝ လူမ္ ယုိး; [wa̰ lùmjóʊ]; самоназва — Ba rāog (брао), плао) — група народів, що вважаються одними з найдавніших мешканців Індокитайського півострова.
Живуть на південному заході провінції Юньнань в КНР (400 тис. чол), на півночі Таїланду (800 тис. чол) і в гірських районах на північному сході М'янми. Споріднені з народами палаунг, разом з якими нараховують близько 400 тис. осіб. Входять в 56 офіційно визнаних народів КНР.
Мови ва, що розпадаються на безліч діалектів, належить до мон-кхмерської підсім'ї австроазіатськой сім'ї мов. Релігія — анімізм; поширений культ черепів, що вважаються вмістилищем духа-хранителя. Серед ва високогірних районів значною мірою зберігаються родоплемінні структури. Жінки займаються землеробством (підсічно-вогневого типу), чоловіки — полюванням. У передгірних і долинних районах М'янми і Китаю ва перейшли до орного землеробства. У деяких груп китайських ва було традиційно розвинене виробництво срібних прикрас. Традиційні релігійні уявлення — анімізм, тотемізм і культ предків. До середини XX століття серед ва було поширене полювання за людськими головами.